# Yvan Bienvenue
Pour les articles homonymes, voir Bienvenue.
Yvan Bienvenue, né à Saint-Hyacinthe en 1962, est un dramaturge, conteur, poète, traducteur et éditeur québécois. Il est le cofondateur du Théâtre Urbi et Orbi et de la maison d'édition Dramaturges Editeurs. En 1997, il remporte le Prix du Gouverneur général pour son recueil Dits et Inédits.

## Biographie
Fils d’Émilia Lemaire et de Rolland Bienvenue, Yvan Bienvenue est né le 14 août 1962 à Saint-Hyacinthe. Il a commencé en tant qu’étudiant en écriture dramatique à l’École nationale de théâtre, situé à Montréal. Ses études à cette école se terminent en 1989. Il est membre fondateur et directeur artistique du Théâtre Urbi et Orbi. Il est également l'un des membres fondateurs et éditeur de la maison d'éditions Dramaturges Éditeurs.

### Écriture
Dans son œuvre, Yvan Bienvenue évoque la survie urbaine dans des violences et de la sexualité crue. Dans son recueil intitulé Histoire à mourir d’amour, publié en 1994, on y retrouve deux pièces de théâtre, Lettres d’Amour pour une amante inavouée et In Vitro, ainsi qu’un conte urbain, Les Foufs.
La deuxième pièce de ce recueil, In Vitro, raconte l’histoire d’un homme croyant extrémiste et de sa compagne opprimée par le contrôle de son mari, ébranlé par un homme venant à leur maison en tenant en ses mains un fœtus avorté. La pièce évoque la violence extrémiste des fondamentalistes chrétiens par rapport à l'avortement. Dans ce recueil, tout comme dans ses œuvres en général, Yvan Bienvenue utilise une écriture « paratactique », c’est-à-dire un langage cru et violent structuré dans de courtes phrases, qui reste toutefois poétique. Ces deux pièces de théâtre ont été mises en scène par Paul Lefebvre, dans la salle Fred-Barry à Montréal.
Histoire à mourir d’amour marque les débuts dramatiques de l’auteur dans un cadre professionnel, et lui permet de remporter le prix du Signet d’or de Radio-Canada pour avoir amené un nouveau style d’écriture « moderne » et « économe » selon le jury.
En ce qui concerne la poésie d'Yvan Bienvenue, quelques-uns de ses textes ont été publiés dans la revue Moebius. La Ville errante, Quand on est né pour une province et Le Sombre sont les trois textes de Bienvenue publiés dans une revue littéraire de création et de critique.
Yvan Bienvenue a aussi écrit des textes pour la radio de Radio-Canada dont La nuit où ils ont tué le gros comédien, un texte dramatique. Cet écrit a représenté le Canada lors du Grand prix Paul-Gilson des Radios Francophones publiques. Ce prix récompense les émissions de radios francophones ainsi que les documentaires ou encore la musique.

### Conte
Yvan Bienvenue est aussi connu pour son implication dans ce nouveau genre littéraire. Les contes urbains racontent, dans une langue populaire, la survie urbaine dans les violences et la sexualité sure. Un raconteur vient confesser un épisode marquant de sa propre vie ou encore un événement dont il a été témoin. La parole du raconteur s’adresse donc directement à son public pour le provoquer et le faire réagir sur les faits énoncés. Les contes urbains sont principalement destinés à un public adulte. Toutefois, Les Zurbains est une forme de contes urbains adaptés pour les adolescents présentés au Théâtre Le Clou dans une édition annuelle depuis 1998, tandis que Les Petits Zurbains est destiné à un plus jeune public.
Les Foufs est le premier conte urbain d’Yvan Bienvenue, écrit en partenariat avec Stéphane Jacques. Il raconte l’histoire d’un homme triste de ne pas être avec sa copine la veille du Jour de l’An qui, pour se changer les idées, va aux « Foufounes électriques », un bar de la ville de Montréal. Il rencontre alors une femme skinhead et ils se consolent mutuellement. Ils décident ensuite de finir la soirée dans un hôtel. Le lendemain, le personnage principal se réveille et remarque qu’il lui manque un rein. Ce conte urbain a été créé au Théâtre Biscuit de Montréal le 4 décembre 1991, dans une mise en scène de Martin Faucher.
Joyeux Noël Julie est un autre conte urbain dans l’œuvre d'Yvan Bienvenue. La narratrice raconte un événement, où elle a été témoin d’un groupe d’une dizaine de femmes qui ont été victimes du même violeur protégé par la justice. Elles décident de venger la mort de la toute dernière victime de cet homme, qui est morte à la suite des graves blessures. Pour ce faire, les femmes piègent le violeur pour ensuite le ramener chez lui afin de lui faire subir la même souffrance, qu’elles ont subie. À la fin de cette torture, les femmes ont livré le corps inerte au pied de la résidence d’un juge,. Ce conte urbain se retrouve dans le recueil Dit et Inédits qui a été le premier tome de contes urbains pour l’artiste québécois.

### Théâtre et édition
Le 12 juin 1992, Yvan Bienvenue cofonde, avec son collaborateur Stéphane Jacques, un comédien retrouvé surtout à l’écran, le Théâtre Urbi et Orbi. Depuis sa création, ce théâtre trouve différentes façons de raconter le territoire urbain et la vie qu’il peut offrir. Il permet donc au public de toute provenance, de venir apprendre sur la ville, pour ainsi en apprendre sur lui-même. On peut aussi retrouver cette ouverture dans son nom, Urbi et Orbi, signifie dans la langue latine « à la vie, à l’univers » . Ce théâtre promeut davantage les textes des nouveaux auteurs et dramaturges du Québec, leur permettant ainsi de s’intégrer dans le domaine du théâtre.
En 1996, Yvan Bienvenue devient éditeur et cofonde, avec Claude Champagne, écrivain et éditeur québécois, la maison d’édition Dramaturges Editeurs. Cet institut a comme mandat de publier tout ce qui entoure la dramaturgie francophone. On y publie majoritairement des pièces de théâtre écrites ou traduites en français, ainsi que des essais sur le théâtre et les métiers qui l’entourent, ou tout autre texte écrit par des auteurs dramaturgiques. Cette maison d’édition est la seule se spécialisant dans la dramaturgie francophone au Canada.
Finalement, dans la même année, en 1996, Yvan Bienvenue a contribué à l’organisation de rencontres entre 38 dramaturges âgés de moins de 38 ans. Il a invité ensuite les dramaturges à écrire un monologue d’environ quinze minutes, ayant comme sujet 38 pièces de Shakespeare, dont Macbeth, Henri IV, Le songe d’une nuit d’été et Roméo et Juliette. Cet événement théâtral a eu lieu au Théâtre d’Aujourd’hui situé à Montréal, sous cinq représentations diffusées en direct sur les ondes de Radio-Canada. Par la suite, les monologues ont été publiés en un recueil, en 1996, sous cinq volumes intitulés 38 volumes : A, E, I, O et U.

### Traduction
Yvan Bienvenue a œuvré comme traducteur pour quelques pièces de théâtre afin de les amener au public francophone. Il a traduit de la pièce écossaise intitulée Gargarin Way de Gregory Burke, qui lui offre le titre de Lauréat d’un Masque pour cette traduction. Bienvenue a traduit aussi trois autres pièces de théâtre, soit Beaver écrite par Claudia Dey, Sex, Drugs, Rock & Roll de Eric Bogosian et Of Mice and Men de John Steinbeck.

### Les soirées Théâtre à lire
Le 1er mai 2012, à la Grande Bibliothèque, Yvan Bienvenue a été un dramaturge invité à une soirée de Théâtre à lire en son honneur. Ces soirées invitent différents auteurs et autrices à venir en tant qu’invités pour permettre au public de découvrir leur œuvre ainsi que leur démarche de création. Sous la direction du metteur en scène Phillipe Lambert, Yvan Bienvenue a montré quelques-uns de ses textes lors de cette soirée avec les comédiens Stéphane Jacques et Pierrette Robitaille,.

## Œuvres

### Spectacles de contes
- 1997: Dits et Inédits 1, 2, 3 et 4 , création au Théâtre Urbi et Orbi, 1er juin 1997
- 1998: Bill, création au Théâtre La Catapulte, dans le cadre de Contes Urbains Ottawa, janvier 1998[19]
- 1996: Baby-Blue, création au Théâtre Le Clou, dans un spectacle intitulé Les Nouveaux Zurbains, 20 avril 1998[20]
- 1997: Marie Christmas, création au Théâtre Urbi et Orbi, décembre 1997[21]
- 1997: La complainte de Jean-Pierre Beaudry, création au Théâtre Urbi et Orbi, dans le cadre de Dits et Inédits, 1er juin 1997[22]
- 1997: Cé comme que si que, création au Théâtre Le Clou, dans un spectacle intitulé Les Zurbains, 22 avril 1997[23]
- 1996: Ordonnance de non-publication, création au Théâtre urbi et Orbi, décembre 1996[24]
- 1995: Cocaline, création du Théâtre Urbi et Orbi, décembre 1995[25]
- 1996: Contes urbains 1996, création au Théâtre Urbi et Orbi, autres auteurs et autrices ; Denise Boucher, Fulvio Caccia, Diane Dufresne, Françoise Le Gris, Pierre Lebeau, Isabelle Mandalian, 11 décembre 1996[26]
- 1994: Règlement de contes, présenté en lecture publique par le CEAD, le 31 mars 1994, coproduction du Théâtre Urbi et Orbi et du Théâtre de Quat’Sous, 1995[27]
- 1994: Joyeux Noël Julie, création du Théâtre Urbi et Orbi, dans le cadres des Contes Urbains, décembre 1994[27]
- 1991: Les Foufs, création du Théâtre Urbi et Orbi, 4 décembre 1991 inclus dans un spectacle intitulé Cabaret bleu[28]

### Pièces de théâtre
- 2009: Mort de peine, création au Théâtre de Quat’Sous et Théâtre Urbi et Orbi, 24 août 2009[29]
- 2008: La vie continue, coproduction du TOF (Théâtre Officiel del Farfadet) et du Collectif d’artistes Chambr’Amie, 22 avril 2008[30]
- 1999: Le lit de mort, création au Théâtre Urbi et Orbi, 26 octobre 1999[31]
- 1996: Des souris et des hommes, création au Théâtre Denise-Pelletier, 27 janvier 1999[32]
- 1996: 38 A, E, I, O et U (collectif), Corproduction du Théâtre Urbi et Orbi et du Théâtre d’Aujourd’hui, 17 septembre 1996[33],[34],[35],[36],[37]
- 1996: Je suis un homme mort, création au Théâtre Ma Poule, 2 avril 1996[38]
- 1993: Modus vivendi[39]
- 1992: In vitro, création du Théâtre urbi et Orbi, 11 février 1993 sous le titre de Chouinard et compagnie[40]
- 1989: Lettre d’amour pour une amante inavouée, mis en scène par Paul Lefebvre à Montréal, 1993[12]
- 1994: Histoire à mourir d’amour, mis en scène par Paul Lefebvre à Montréal, 1993[12]

### Poésie
- Tout être, Montréal, Triptyque, 2002, 65 p. (ISBN 2-89031-443-X et 9782890314436)

### Théâtre
- Histoires à mourir d'amour, Montréal, Les Herbes rouges, 1994, 160 p. (ISBN 2-89419-048-4)
- Dits et inédits, Montréal, Dramaturges, 1997, 86 p. (ISBN 2-922182-09-6)
- Les zurbains, Montréal, Dramaturges, 1997, 52 p. (ISBN 2-922182-08-8)
- Le lit de mort, Montréal, Dramaturgea, 1999, 110 p. (ISBN 2-922182-27-4)
- Dits et inédits 2, Montréal, Dramaturges, 2001, 127 p. (ISBN 2-922182-35-5 et 9782922182354)
- Dits et inédits 3, Montréal, Dramaturges, 2004, 131 p. (ISBN 2-922182-49-5)
- Dits et inédits 4, Montréal, Dramaturges, 2004, 132 p. (ISBN 2-922182-63-0)
- La vie continue, Montréal, Dramaturges, 2008, 88 p. (ISBN 978-2-922182-99-6)
- Mort de peine, Montréal, Dramaturges, 2009, 74 p. (ISBN 978-2-89637-000-9)

## Prix et honneurs
- 1994 : lauréat du Prix Gratien-Gélinas pour Règlement de contes[41]
- 1994 : lauréat du Prix le Signet d’Or pour son recueil Histoire à mourir d’Amour[4]
- 1997 : finaliste pour le Prix littéraire du Gouverneur général pour son recueil Dits et Inédits[42],[43]